# Heterocercus aurantiivertex
Heterocercus aurantiivertex е вид птица от семейство Манакинови (Pipridae).

## Разпространение
Видът е разпространен в Бразилия, Еквадор и Перу.